# 設計博物館 (倫敦)

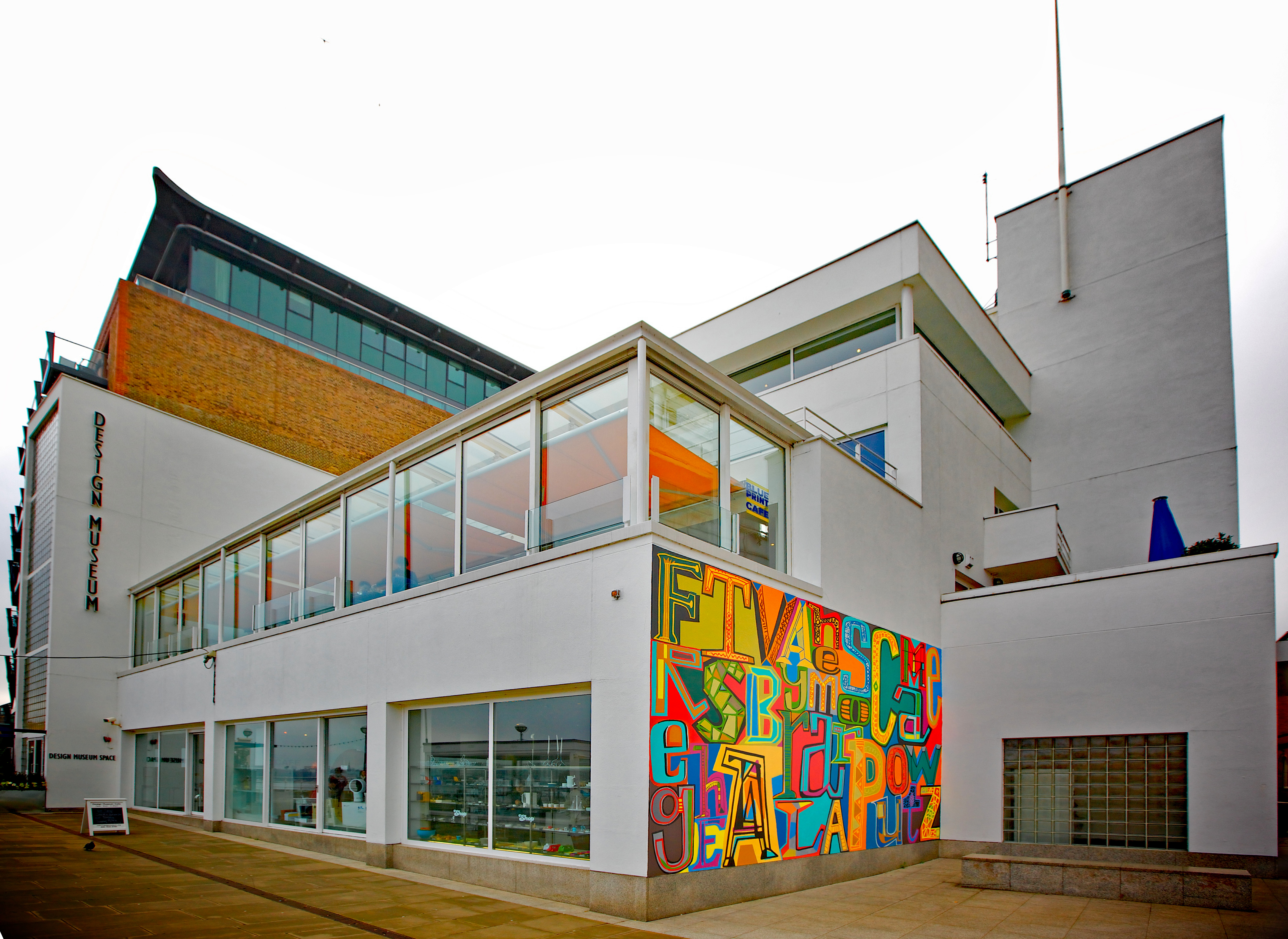
設計博物館

設計博物館（Design Museum）是英國倫敦的一座博物館，創建於1989年，位於南肯辛頓區，荷蘭公園旁。博物館展示各種以產品、工業、平面、時尚、建築設計為主題的藏品。2007年，泰晤士報將設計博物館評為該年度五大博物館的第二名。

## 外部連結
- 官方网站
- Review and Visitor Information for The Design Museum （页面存档备份，存于）